# 巴登马六甲

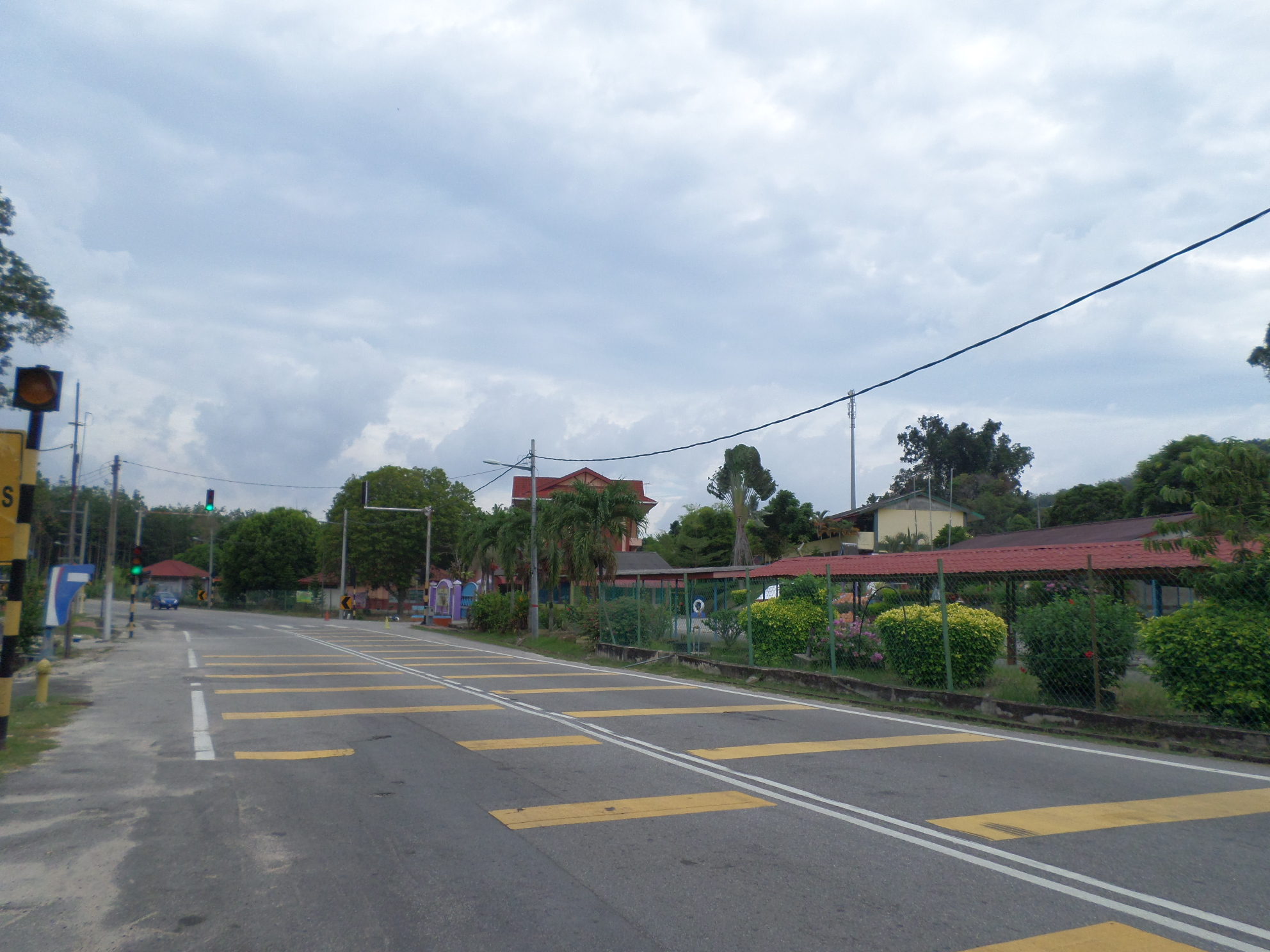
巴登马六甲

巴登马六甲（Batang Melaka）是马来西亚马六甲州的一个小镇，有一部分位于森美兰州。人口以马来人为主，同时还有一些华人、印度人和原住民。根据2020年的人口统计，目前的人口约为164人（马六甲）和418人（森美兰）。当地设施较齐全。
2°28′N 102°25′E / 2.467°N 102.417°E

## 交通
巴登马六甲距离马六甲中央车站约为52公里。
当地也有着马六甲唯二的火车站，巴登马六甲火车站，每天都有4趟班次。